# Liste der costa-ricanischen Botschafter in Frankreich
Die Botschaft befindet sich an 4, square Rapp, Paris
| Agrément / Ernennung / Akkreditierung | Botschafter                       | Bemerkungen                                                                               | ernannt von                                                  | akkreditiert während der Amtszeit von | Posten verlassen |
| ------------------------------------- | --------------------------------- | ----------------------------------------------------------------------------------------- | ------------------------------------------------------------ | ------------------------------------- | ---------------- |
| 1849                                  | Felipe Francisco Molina y Bedoya  | Ministre plénipotentiaire in London später in Washington.                                 | Juan Rafael Mora Porras                                      | Zweite Französische Republik          | 1855             |
| 1857                                  | Gabriel Lafond de Littey          | Ministre plénipotentiaire                                                                 | Juan Rafael Mora Porras                                      | Napoleon III.                         | 1861             |
| 1870                                  | Carlos Gutiérrez Lozano           | Ministre plénipotentiaire in London                                                       | Bruno Carranza Ramírez                                       | Napoleon III.                         | 1873             |
| 1879                                  | Manuel María de Peralta y Alfaro  | Ministre plénipotentiaire in Brüssel und später in Madrid                                 | Tomás Guardia Gutierrez                                      | Jules Grévy                           | 1883             |
| 1883                                  | León Fernández Bonilla            | Ministre plénipotentiaire in Madrid                                                       | Próspero Fernández Oreamuno                                  | Jules Grévy                           | 1887             |
| 1887                                  | Manuel Maria de Peralta y Alfaro  | Ministre plénipotentiaireMinistre plénipotentiaire in Madrid später Sitz in Paris         | Bernardo Soto y Alfaro                                       | Marie François Sadi Carnot            | 1930             |
| 1940                                  | Luis Dobles Segreda               |                                                                                           | Rafael Ángel Calderón Guardia                                | Albert Lebrun                         | 1942             |
| 1946                                  | Luis Demetrio Tinoco Castro       | Ministre plénipotentiaire                                                                 | Teodoro Picado Michalski                                     | Félix Gouin                           | 1948             |
| 1948                                  | Miguel Bourla Arruetti            | Ministre Residente                                                                        | Junta Fundadora de la Segunda República José Figueres Ferrer | Vincent Auriol                        | 1950             |
| 1950                                  | Luis Dobles Segreda               | Ministre plénipotentiaire (* 1890 in Heredia; † 1956) Schriftsteller Politiker, Pädagoge. | Luis Rafael de la Trinidad Otilio Ulate Blanco               | Vincent Auriol                        | 1950             |
| 1951                                  | Antonio Facio Ulloa               | Botschafter mit Sitz in Madrid, in Paris als Ministre plénipotentiaire akkreditiert       | Luis Rafael de la Trinidad Otilio Ulate Blanco               | Vincent Auriol                        | 1951             |
| 1952                                  | Marcial Rodríguez Conejo          | Botschafter mit Sitz in Madrid, in Paris als Ministre plénipotentiaire akkreditiert       | Alberto Oreamuno Flores                                      | Vincent Auriol                        | 1953             |
| 1955                                  | Napoleón Pacheco Solano           | 1956: Aufwertung der Gesandtschaft zur Botschaft                                          | José Figueres Ferrer                                         | René Coty                             | 1958             |
| 1958                                  | Rodolfo J. Pinto Echeverría       |                                                                                           | Mario Echandi Jiménez                                        | René Coty                             | 1962             |
| 1962                                  | Claudio Cortés Castro             |                                                                                           | Francisco José Orlich Bolmarcich                             | Charles de Gaulle                     | 1964             |
| 1964                                  | Guillermo Arguedas Pérez          | Sitz in Brüssel                                                                           | Francisco José Orlich Bolmarcich                             | Charles de Gaulle                     | 1966             |
| 1966                                  | Herbert Hütt Gil                  |                                                                                           | José Joaquín Trejos Fernández                                | Charles de Gaulle                     | 1968             |
| 1969                                  | Virgilio Chaverri Ugalde          |                                                                                           | José Joaquín Trejos Fernández                                | Alain Poher                           | 1970             |
| 1970                                  | Víctor Hugo Román Jara            |                                                                                           | José Figueres Ferrer                                         | Georges Pompidou                      | 1973             |
| 1974                                  | Manuel Dobles Sánchez             |                                                                                           | Daniel Oduber Quirós                                         | Valéry Giscard d’Estaing              | 1978             |
| 1978                                  | Antonio Cañas Iraeta              |                                                                                           | Rodrigo Carazo Odio                                          | Valéry Giscard d’Estaing              | 1981             |
| 1983                                  | Rosa Luisa Giberstein Kukielka    |                                                                                           | Luis Alberto Monge Álvarez                                   | François Mitterrand                   | 1984             |
| 1984                                  | Ekhart Peters Seevers             |                                                                                           | Luis Alberto Monge Álvarez                                   | François Mitterrand                   | 1986             |
| 1986                                  | José Enrique Castillo Barrantes   |                                                                                           | Óscar Arias Sánchez                                          | François Mitterrand                   | 1990             |
| 1990                                  | Manuel Antonio Hemández Gutiérrez |                                                                                           | Rafael Ángel Calderón Fournier                               | François Mitterrand                   | 1994             |
| 1994                                  | Edgar Mohs Villalta               |                                                                                           | José María Figueres Olsen                                    | François Mitterrand                   | 1998             |
| 7. Sep. 1998                          | Rodrigo Montealegre de Mendiola   |                                                                                           | Miguel Angel Rodríguez Echeverría                            | Jacques Chirac                        | 1998             |
| 7. Sep. 1998                          | Rodrigo Montealegre Mendiola      | [ 1 ]                                                                                     | Miguel Angel Rodríguez Echeverría                            | Jacques Chirac                        | 23. Apr. 2001    |
| 23. Apr. 2001                         | Arnoldo Lopez Echandi             | [ 2 ]                                                                                     | Miguel Angel Rodríguez Echeverría                            | Jacques Chirac                        | 10. Dez. 2002    |
| 10. Dez. 2002                         | Ani Ramos de Anaya Sagrera        | Mme                                                                                       | Abel Pacheco                                                 | Jacques Chirac                        | 14. Aug. 2004    |
| 3. Dez. 2010                          | Carlos Bonilla Sandoval           | [ 4 ]                                                                                     | Laura Chinchilla Miranda                                     | Nicolas Sarkozy                       |                  |